# Les Amours d'une blonde
Pour plus de détails, voir Fiche technique et Distribution.
Les Amours d'une blonde (Lásky jedné plavovlásky) est un film tchécoslovaque réalisé par Miloš Forman, sorti en 1965.

## Synopsis
Zruc, Tchécoslovaquie, années 1960 : l'un des responsables d'une gigantesque usine de fabrication de chaussures, dont le personnel est quasi exclusivement féminin, convainc la hiérarchie militaire d'organiser des manœuvres dans les environs afin de pouvoir organiser des bals et que ses ouvrières rencontrent des hommes. Lors d'un bal, peu intéressée par les militaires présents, Andula fait la connaissance du pianiste de l'orchestre et en tombe amoureuse. Elle décide d'aller le retrouver à Prague.

## L'intrigue
1964, à Zruč nad Sázavou, une petite ville du district de Kutná Hora, en pleine Bohême centrale (République tchèque) : une grande usine de confection emploie 2 000 jeunes femmes, et le directeur de l’usine (qui est aussi maire du village) s’alarme : la solitude et l'absence d'hommes affole les ouvrières, elles ne savent pas quoi faire après les heures de travail. Errant le soir dans la forêt qui entoure le village, est surprise en train de nouer une cravate au tronc d’un arbre par un garde-chasse qui ne peut s’empêcher de la "courtiser", alors qu’il est marié…
| Zruč nad Sázavou |

Le maire obtient une entrevue au Ministère de la Défense, et demande qu’une caserne soit implantée à Zruč. Un commandant lui répond (en lui montrant sur la carte que Zruč nad Sázavou est en plein centre du pays) que cela n’a aucune chance de se produire : les frontières sont trop loin ; mais il veut bien cependant envoyer dans la petite ville un contingent de réservistes, pour des  "manœuvres militaires".
Quand l'autorail arrive en grinçant dans la petite gare de Zruč, la fanfare locale est là, et aussi des dizaines de filles de la manufacture. Mais, si l’officier qui descend en premier du wagon est jeune et bien bâti, le reste du contingent n’est composé que de réservistes d’âge mûr, empâtés et nullement romantiques.
Le soir un grand bal a lieu à la salle des fêtes, et pendant que l’orchestre mouline des airs de twist vaguement inspirés de la musique occidentale à la mode, les réservistes et les jeunes filles se regardent, groupés autour de tables séparées. Trois amis réservistes décident de frapper un grand coup : ils se cotisent pour inviter trois filles à boire avec eux une bouteille de vin. Elles sont éblouies par un tel luxe, et ils commencent à les courtiser maladroitement.
À la fin du bal, quand les musiciens rangent leurs instruments, les réservistes se font pressants (l’un d’eux, le plus déluré, mène les opérations) et demandent aux filles si « on peut aller faire un tour ». Elles vont aux toilettes pour se concerter, puis reviennent : elles sont d’accord. Mais il manque une fille : l’une d’elles, la blonde Andula, a été séduite dans l’escalier par Milda, le jeune pianiste de l'orchestre, qui réussit à l’attirer dans sa chambre.
Le projet des réservistes tombe donc à l’eau, et tout le monde se sépare. Mais le plus déluré des hommes est favorisé : le maire l’attire vers une de ses ouvrières qui, il le sait, ne peut absolument plus supporter la solitude, et le couple ainsi formé monte immédiatement dans une chambre.
Dans leur chambre, après l'amour, le pianiste Milda et Andula parlent. Comme Camille (Brigitte Bardot) dans Le Mépris (sorti un an plus tôt), Andula demande à son amant comme il la trouve. N'est-elle pas "trop anguleuse" ? Et lui, étalant sa connaissance de l'Occident, compare le corps de la jeune femme à "une guitare peinte par Picasso" (elle entend ce nom pour la première fois).
Andula enfile le manteau de son amant pour se rendre aux toilettes, et elle croise sa collègue, qui, elle, a endossé la capote militaire de son réserviste.
Le lendemain Milda retourne à Prague, et Andula se morfond. Elle part en auto-stop pour la capitale, un camion la prend au bord de la route boueuse.
Elle arrive chez son pianiste alors que les parents de ce dernier s'endorment devant la TV en attendant que le jeune homme rentre : il joue du piano dans l'orchestre qui anime une soirée dans un hall de danse. Alors que le père accueille la jeune inconnue assez gentiment, la mère est d'emblée hostile : Milda a tant d'aventures en cours... Après avoir longtemps exprimé sa rancœur et tergiversé, la mère accepte de fournir un lit de camp à Andula. Et quand, encore plus tard, elle est la seule à rester éveillée, elle va fouiller dans la valise d'Andula pour savoir qui est cette jeune femme, et reste perplexe devant la cravate à rayures. Lorsque Milda rentre, longtemps après minuit, sa mère lui fait une scène de jalousie et l'oblige à coucher dans le lit parental, comme au temps des restrictions. 
Andula a compris que sa présence n'est pas souhaitée et elle retourne à l'usine. Elle fait des confidences (très enjolivées) à sa voisine de lit, et espère le retour de Milda.

## Fiche technique
- Titre : Les Amours d'une blonde
- Titre original : Lásky jedné plavovlásky
- Réalisation : Miloš Forman, assisté d'Ivan Passer
- Scénario : Miloš Forman et Jaroslav Papoušek
- Production : Doro Vlado Hreljanovic et Rudolf Hájek
- Musique : Evzen Illín
- Photographie : Miroslav Ondříček
- Montage : Miroslav Hájek
- Pays d'origine : Tchécoslovaquie
- Format : Noir et blanc - 1,85:1 - Mono - 35 mm
- Genre : Comédie dramatique
- Durée : 84 minutes
- Date de sortie : 
  -  Italie : 26 août 1965 (Mostra de Venise)
  -  France : 15 septembre 1965
  -  Tchécoslovaquie : 12 novembre 1965

## Distribution
- Hana Brejchová : Andula
- Vladimír Pucholt : Milda
- Vladimír Menšík : Vacovsky
- Ivan Kheil : Manas
- Jirí Hrubý : Burda
- Milada Jezková : la mère de Milda
- Josef Sebanek : le père de Milda
- Josef Kolb : Prkorny
- Marie Salacová : Marie
- Jana Novaková : Jana
- Jarka Crkalová : Jaruska
- Tána Zelinková : une des jeunes filles
- Zdena Lorencová : Zdena
- Jan Vostrčil : Colonel
- Antonín Blazejovský : Tonda

## Scènes notables
- l'usine de confection : le jour les filles travaillent au coude à coude, à la chaîne, dans la poussière et le bruit - et la nuit, dans les dortoirs, elles sont alignées sous les couettes sur de grands lits communs.
- le bal de village : les filles dansent entre elles le twist - ou le kazatchok (version années 60 réimportée de l'Occident) en faisant le salut militaire, pendant que les (rares) garçons (coiffés à la Beatles) sont vissés sur leurs chaises. La bouteille de vin (qui en Tchécoslovaquie en 1964 était apparemment un signe extérieur de richesse à haut pouvoir de séduction) est servie à une table, puis reprise par le serveur (il s'était trompé de table) et amenée à d'autres jeunes filles.
- l’un des réservistes se prépare à séduire en enlevant son alliance, mais l’anneau lui échappe et roule de l’autre côté de la salle, jusque sous la table des filles ; il se met à quatre pattes pour récupérer sa bague entre les chaussures à talons des demoiselles.
- le gag du store dans la chambre du séducteur : le store ne veut pas rester baissé, il remonte brutalement pendant le prélude amoureux. Le jeune homme nu est obligé de se relever du lit, de monter sur une chaise et de s’escrimer sur la toile et le ressort récalcitrants : parabole sur les nombreux dysfonctionnements quotidiens dans l’univers communiste.
- filmé du plafond, le jeune couple Andula-Mila couché sur un lit après l'amour. Elle échappe à la nudité frontale : elle a les bras croisés sur les seins et le jeune homme (qui compare le corps de son amante à "une guitare peinte par Picasso") a posé la tête sur son pubis[2].
- filmé du plafond, un immense hall où une foule de jeunes praguois s’accumule pour danser avec entrain un ersatz de rock 'n' roll (et leurs jetés de jambe ressemblent à la danse des marteaux)[2].
- la cuisine et l'appartement de petits bourgeois praguois : les parents de Mila somnolent devant le poste de TV à l’écran presque circulaire, qui montre un programme de can-can.

## Autour du film
- Pour le rôle-titre, Forman a choisi son ex-belle-sœur de 18 ans, Hana Brejchová.

- Sur le DVD publié chez MK2 éditions est visible un "footage" de 5 minutes qui a été coupé avant la diffusion du film (la scène fait penser au cinéma italien néo-réaliste) : à Prague, très tard dans la nuit, pendant qu'Andula et ses parents attendent que Milda rentre, le jeune casanova raccompagne une jeune femme chez elle. Mais elle ne veut pas lui céder, et elle lui fait croire qu'elle habite au rez-de-chaussée, qu'elle lui ouvrira la fenêtre de sa chambre dès que ses parents seront endormis. En fait elle habite dans les étages, et quand Milda escalade la fenêtre, il s'introduit dans la chambre à coucher d'un couple inconnu. Il se rend compte de sa méprise, s'empêtre dans le rideau, saute par la fenêtre, manque tomber dans les bras d'une patrouille de miliciens, et se sauve au galop.

- C'est le deuxième film de Miloš Forman diffusé à l'Ouest, après L'As de pique (sorti en 1963, et qui a été précédé de 2 moyens métrages).

## Réception
Le film (appelé "Loves of a Blonde" ou "A Blonde in Love" en anglais) est nommé pour le Golden Globe du meilleur film en langue étrangère et pour l'Oscar du meilleur film en langue étrangère en 1967. 
En 2010, il a été classé 89° parmi les 100 meilleurs films mondiaux, selon Empire magazines "The 100 Best Films Of World Cinema".